# Andrei Patache
Andrei Alexandru Patache (sinh ngày 29 tháng 10 năm 1987) là một cầu thủ bóng đá người România thi đấu ở vị trí hậu vệ phải cho câu lạc bộ Liga I Concordia Chiajna.

## Sự nghiệp câu lạc bộ
Anh có màn ra mắt cấp độ chuyên nghiệp tại Liga I cho Botoșani vào ngày 21 tháng 7 năm 2013 khi đá chính trong trận đấu trước CFR Cluj.
In the 2015-2016 season, he debuted tại Europa League in the Botosani jersey.